# Erhard Busek
Erhard Busek (ur. 25 marca 1941 w Wiedniu, zm. 13 marca 2022) – austriacki polityk i prawnik, parlamentarzysta i minister, w latach 1991–1995 wicekanclerz oraz przewodniczący Austriackiej Partii Ludowej (ÖVP).

## Życiorys
W 1963 ukończył studia prawnicze na Uniwersytecie Wiedeńskim. Zaangażował się w działalność polityczną w ramach Austriackiej Partii Ludowej. Był etatowym pracownikiem jej klubu parlamentarnego (1964–1968), następnie członkiem zarządu, zastępcą sekretarza generalnego i od 1972 sekretarzem generalnym Österreichischer Wirtschaftsbund – organizacji przedsiębiorców afiliowanej przy ÖVP. W latach 1975–1976 pełnił obowiązki sekretarza generalnego Austriackiej Partii Ludowej.
Od 1975 do 1978 sprawował mandat posła do Rady Narodowej. Ponownie w niższej izbie austriackiego parlamentu zasiadał krótko w 1990, 1994 i 1995. W latach 1978–1983 był posłem do wiedeńskiego landtagu, w okresach 1976–1978 i 1987–1989 wchodził w skład regionalnego rządu w Wiedniu. W latach 1978–1987 sprawował urząd zastępcy burmistrza austriackiej stolicy. Między 1976 a 1989 kierował regionalnymi strukturami ÖVP w Wiedniu.
Od kwietnia 1989 do listopada 1994 zajmował stanowisko ministra nauki i badań naukowych, następnie do maja 1995 ministra edukacji. W międzyczasie w 1991 został wybrany na przewodniczącego Austriackiej Partii Ludowej, którą kierował do 1995. W związku z objęciem przywództwa w partii został także w lipcu 1991 wicekanclerzem w koalicyjnym gabinecie, funkcję tę pełnił do maja 1995.
W połowie lat 90. wycofał się z aktywnej polityki. W 1995 został prezesem Institut für den Donauraum und Mitteleuropa, instytutu badawczego zajmującego się problemami regionu Dunaju i Europy Środkowo-Wschodniej. Rok później objął funkcję koordynatora SECI, inicjatywy promującej współpracę regionalną. Był specjalnym przedstawicielem austriackiego gabinetu Wolfganga Schüssela ds. rozszerzenia Unii Europejskiej (2000–2001), doradcą czeskiego rządu ds. prezydencji Rady UE (2008–2009), rektorem Fachhochschule Salzburg (2004–2011) i prezydentem Europejskiego Forum Alpbach (2000–2012).
Autor licznych publikacji książkowych, głównie z zakresu politologii i integracji europejskiej. Doktor honoris causa kilku uczelni (w tym z Polski, Słowacji, Czech, Ukrainy i Austrii).

## Odznaczenia
Odznaczony m.in. słowackim Orderem Podwójnego Białego Krzyża II klasy, czeskim Medalem Za Zasługi II stopnia (2003) i chorwackim Orderem Księcia Branimira (2018).